# ورق پلاستیکی

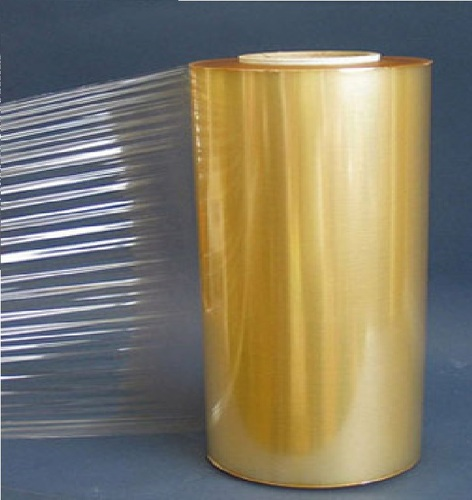
ورق پلاستیکی

ورق پلاستیکی (به انگلیسی: plastic wrap) نوعی نوار پلاستیکی است که معمولاً برای تازه نگه داشتن غذا استفاده می‌شود.
ورق پلاستیکی (سلفون) را بر روی ظرف، و بدون در قرار می‌دهند و دور آن را جمع می‌کنند تا مانع رسیدن اُکسیژن به غذا شوند.